# Polaroid (film)
Pour les articles homonymes, voir Polaroid.
Pour plus de détails, voir Fiche technique et Distribution.
Polaroid est un film d'horreur américain réalisé par Lars Klevberg, sorti en 2019. Il s’agit de l’adaptation de son propre court métrage du même titre (2015).

## Synopsis
En fouillant dans un carton regroupant les affaires de sa mère défunte, Sarah et l'une de ses amies mettent la main sur un vieil appareil photo polaroid et, afin de séduire un garçon, décident de se prendre en photo. Seule chez elle, Sarah jette un œil sur sa photo et remarque une étrange ombre en arrière-fond, derrière elle. Après avoir entendu des bruits dans son grenier, elle est aussitôt tuée par une entité maléfique. 
Plus tard, une lycéenne timide et passionnée de photographie, Bird, reçoit de la part de son ami Tyler le même appareil photo polaroid, sur lequel sont gravées les initiales «RJS», qu'il a acheté lors d'une brocante. Après l'avoir pris en photo, Bird décèle des taches entourant Tyler sur celle-ci. Peu de temps après, ce dernier est retrouvé mort... Pourtant, avant d'apprendre sa mort, Bird a pris une photo de sa bande d'amis avec son cadeau. L'un d'entre eux, Avery, s'est pris en selfie avec le polaroid. En inspectant la photo de Tyler, Bird comprend que l'ombre sur celle-ci a disparu et qu'elle apparaît désormais sur la photo d'Avery. Il est aussitôt tué par l'entité démoniaque qui s'attaque à tous ceux qui ont été photographiés par Bird... 

## Fiche technique
- Titre original et français : Polaroid
- Réalisation : Lars Klevberg
- Scénario : Blair Butler
- Direction artistique : Ken Rempel
- Décors : Gina B. Cranham et Matt Likely
- Costumes : Martha Curry
- Photographie : Pål Ulvik Rokseth
- Montage : Peter Gvozdas
- Musique : Philip Giffin
- Production : Chris Bender, Roy Lee et Michael Mahoney
- Sociétés de production : Dimension Films, Benderspink, Eldorado Film, Vertigo Entertainment
- Sociétés de distribution : Lantern Entertainment (États-Unis)
- Pays d'origine :  États-Unis
- Genres : Horreur
- Durée : 88 minutes
- Dates de sortie : 
  - Allemagne : 10 janvier 2019 (avant-première mondiale)
  - États-Unis : 17 septembre 2019
  - France : 30 décembre 2020 (VOD)

## Distribution
- Kathryn Prescott : Bird Fitcher
- Tyler Young : Connor Bell
- Samantha Logan : Kasey Walters
- Keenan Tracey : Devin
- Priscilla Quintana : Mina
- Javier Botet : l’entité
- Mitch Pileggi : Shériff Thomas Pembroke
- Katie Stevens : Avery Bishop
- Davi Santos : Tyler Drew
- Shauna MacDonald : Mrs. Fitcher
- Grace Zabriskie : Lena Sable
- Rhys Bevan John : Roland Joseph Sable
- Emily Power : Rebecca Sable
- Madelaine Petsch : Sarah Dawson
- Erika Prevost :  Linda Vu

## Production
Le tournage s'est déroulé du 22 février 2017 au 5 avril 2017 à Halifax et Dartmouth en Nouvelle-Écosse ainsi qu'à Rushworth, dans l'État de Victoria, en Australie.

## Sortie
Le film est sorti en avant-première mondiale le 10 janvier 2019 en Allemagne.